# Johannes Hofinger
Johannes Hofinger (geboren 1978 in Grieskirchen, Oberösterreich) ist ein österreichischer Zeitgeschichtler.

## Leben und Werk
Hofinger absolvierte von 1998 bis 2004 ein Studium der Geschichtswissenschaften und Politologie an der Universität Salzburg. Er ist Mitarbeiter der Universität Salzburg. Beim Personenkomitee Stolpersteine Salzburg arbeitet er mit und erstellt die biographischen Daten zahlreicher Opfer des nationalsozialistischen Dritten Reiches, die als Grundlage für die Erstellung von Stolpersteinen dienen und auf der Website des Projekts veröffentlicht werden. Er gehört zum Projektteam der Österreichischen Mediathek am Technischen Museum Wien. Dort führt er seit 2009 ein mehrjähriges Oral-History-Forschungsprojekt durch, das Projekt MenschenLeben, „in dem ausführliche lebensgeschichtliche Interviews mit Menschen unterschiedlicher Jahrgänge, Herkunft und regionaler Zugehörigkeit aufgezeichnet werden“. Bei der Öffentlichen Ringvorlesung der Universität Salzburg im Sommersemester 2015, gewidmet „Symbolen, Identitäten und Zuschreibungen in der jüdischen Kulturgeschichte“, hielt er gemeinsam mit Roland Cerny-Werner einen Vortrag über den Davidstern, Untertitel: „Symbol, Kainsmal, Identität!“ Weiters ist er Lektor an der Universität Mozarteum, freier Mitarbeiter des Zentrums für Jüdische Kulturgeschichte und Mitglied im Expertengremium des Großprojekts der Stadt Salzburg und der Universität Salzburg: Die Stadt Salzburg im Nationalsozialismus.
Schwerpunkte seiner Forschungsarbeiten sind Jüdische Studien, Opfer der Aktion T4, Filmmusik sowie Geschichte und Audiovision.
Als 2005 Hofingers Buch Die Akte Leopoldskron erschien, „eine Teilgeschichte über Max Reinhardt und das von ihm bewohnte und ausgestattete Schloß Leopoldskron“, mussten die Namen in den amtlichen Akten, darunter alteingesessene Salzburger Familien, „anonymisiert“ werden, damit das Material für weitere Forschungsarbeiten zugänglich wurde. Bis dahin hatte die Leitung der Salzburger Festspiele nichts unternommen, um die Geschichte der Festspiele in den Jahren 1930 bis 1945 aufzuarbeiten. Das Buch geht auf Hofingers Diplomarbeit zurück, für die er die „Arisierung“ von Schloss Leopoldskron aufgearbeitet hat. Sie wurde 2004 mit dem Erwin-Wenzl-Preis ausgezeichnet.
2016 legte er das Buch Nationalsozialismus in Salzburg. Opfer. Täter. Gegner vor, herausgegeben in einer von Horst Schreiber kuriatierten Reihe. Es wurde vom Zukunftsfonds der Republik Österreich gefördert.

## Auszeichnung
- 2004: Erwin-Wenzl-Preis für Max Reinhardt – Schloss Leopoldskron – der Nationalsozialismus. Zwischen „Arisierung“ und Restitution. Diplomarbeit (masch.), Salzburg 2004.
- 2005: Förderungspreis des Landes Salzburg für wissenschaftliche Arbeiten für: Max Reinhardt – Schloss Leopoldskron – der Nationalsozialismus. Zwischen Arisierung und Restitution.
- 2016: Förderpreis für Wissenschaft und Forschung des Kulturfonds der Stadt Salzburg

## Publikationen
- Die Akte Leopoldskron. Max Reinhardt – Das Schloss – Arisierung und Restitution. Verlag Anton Pustet, Salzburg 2005. ISBN 978-3-7025-0509-7.
- Mit Walter Reschreiter und Christina Nöbauer: Lebens(un)wert : NS-Euthanasie in [im] Land Salzburg. Wiedergefundene Lebensgeschichten von Opfern der Rassenhygiene. Ausstellung im Land Salzburg 2007 (Begleitbuch zur Ausstellung im Keltenmuseum Hallein, 22. Okt. – 21. Nov. 2006, und im Schloss Goldegg, 22. Feb. – 1. April 2007), Edition Tandem, 2007 ISBN 978-3-9501570-8-6
- Nationalsozialismus in Salzburg. Opfer. Täter. Gegner. Nationalsozialismus in den österreichischen Bundesländern, Band 5, Innsbruck-Wien-Bozen: Studien Verlag 2016. ISBN 978-3-7065-5211-0.
- „… wir, die dabei waren“.: Erzählungen von Salzburgerinnen und Salzburgern über ihr Leben in der NS-Zeit (Die Stadt Salzburg im Nationalsozialismus), Stadtarchiv und Statistik der Stadt Salzburg, ISBN 978-3-9002134-5-9
- Maria Theresia Ledóchowska: Salzburg und Afrika im Leben der Ordensgründerin. Das erste wissenschaftliche Werk zum Leben der Missionarin in Salzburg (als Herausgeber, zusammen mit Sabine Veits-Falk), Verlag Anton Pustet Salzburg 2024, ISBN 978-3-7025113-3-3

### Artikel (Auswahl)
- Der Schlossherr. Max Reinhardt und Schloss Leopoldskron – Projektionsflächen  der  Polemik  der  1920er  und  1930er.  In: Koberg, Roland / Stegemann, Bernd / Thomsen, Henrike (Hg.): Max Reinhardt und das Deutsche Theater.  Texte und Bilder aus  Anlass des 100-jährigen Jubiläums seiner Direktion. [Blätter  des  Deutschen  Theaters, Bd. 2 (2005)].  Verlag Henschel, Berlin 2005, S. 60–63.
- 1938: Jüdinnen und Juden aus österreichischer Filmperspektive. In: Die „Wahrheit“ der Erinnerung, Jüdische Lebensgeschichten, hg. von Eleonore Lappin. Innsbruck; Wien [u. a.], 2008. ISBN 978-3-7065-4492-4. S. 55–68.
- Max Reinhardt: Festspielgründer, Schlossherr, Jude. Auf den Spuren einer jüdischen Identität. In: Konzeptionen des Jüdischen. Hg. von Petra Ernst und Gerald Lamprecht. Innsbruck; Wien [u. a.], 2009. S. 343–356.
- „Ein Volk, ein Reich, ein Führer“, Audiovisuelle Dokumente zum Jahr 1938 in Salzburg, in: Hoffnungen und Verzweiflung in der Stadt Salzburg 1938/39 (Stadt Salzburg im Nationalsozialismus 1), Salzburg 2010, S. 238–281.
- „Euthanasie“ – Die Ermordung „lebensunwerten Lebens“. Stand der wissenschaftlichen Forschung – Desiderata – Perspektiven. In Thomas Weidenholzer (Hrsg.): Leben im Terror. Verfolgung und Widerstand. Salzburg: Stadtgemeinde Salzburg 2012, S. 182–223.
- Mikrogeschichte und Oral History. Das Projekt MenschenLeben – Erzählebenen lebensgeschichtlicher Interviews und Fragen der Auswertung in der Sekundäranalyse. In: Im Kleinen das Große suchen, hg. von Ewald Hiebl und Ernst Langthaler. Innsbruck; Wien [u. a.], 2012. S. 266–280.
- Die Unbeachtete. In: Partituren der Erinnerung. Der Holocaust in der Musik / Scores of commemoration. Hg. von Béla Rásky und Verena Pawlowsky; Wiener Wiesenthal Institut für Holocaust-Studien. Wien, new academic press, 2015. S. 353–366.
- Mörder, Mitläufer, Menschenretter. Die einen vollstreckten Hitlers Mordprogramm. Andere retteten Leben. Wie sich Salzburger im Nationalsozialismus verhielten. In: Salzburger Nachrichten, 9. Mai 2016.